# سیر سرگرد
سیر سرگِرد (نام علمی: Allium sphaerocephalon) نام یک گونه از سرده سیر است.